# زرد خاني (كاكان)
زرد خاني (بالفارسية: زردخانی) هي قرية تقع في إيران في قسم کاکان الريفي. يقدر عدد سكانها بـ 100 نسمة بحسب إحصاء 2016.